# SSE Composite
SSE Composite – indeks giełdowy obejmujący wszystkie spółki notowane na Giełdzie Papierów Wartościowych w Szanghaju (ang. Shanghai Stock Exchange). Indeks został uruchomiony 15 lipca 1991.

## Skład indeksu
W skład indeksu wchodzą między innymi spółki:
- China Petrochemical(inne języki)
- Baosteel
- Huaneng International(inne języki)
- China Unicom